# Marcelo Pombo
Marcelo Pombo artista nacido en Buenos Aires, el 28 de diciembre de 1959. Es una relevante figura en el campo artístico argentino. Su obra forma parte de las colecciones del Museo Nacional de Bellas Artes, el Malba, Museo de Arte Latinoamericano de Buenos Aires, el Museo de Arte Moderno de Buenos Aires, el Museo Castagnino + macro y el Blanton Museum of Art -de la Universidad de Texas en Austin-, entre otros.

## Obra

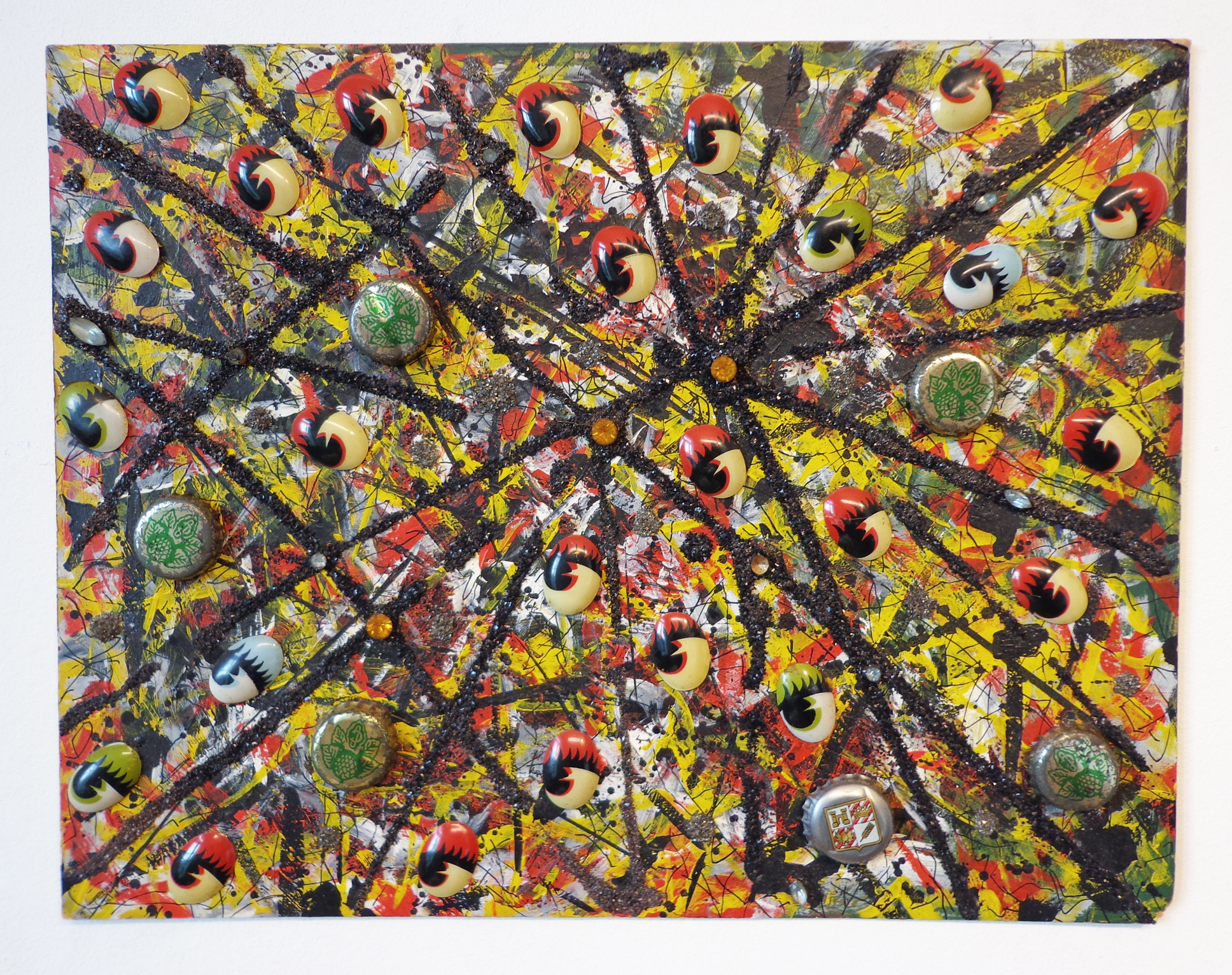
Ojitos y chapitas de cerveza (1986), Marcelo Pombo

En sus primeras obras de mediados de los 80 se observa la influencia de la cultura gay y underground de aquella época. 
A partir de 1989, forma parte del grupo de artistas que expone en la Galería de Artes Visuales del Centro Cultural Rojas dirigida por Jorge Gumier Maier, cuya producción estética tendría una enorme gravitación en el arte argentino de los años 90. En este período la obra de Pombo se caracteriza por el uso de materiales y procedimientos propios de las artesanías y el bricolaje.  
Durante los años 2000 su producción se concentra en pinturas donde mezcla el surrealismo, el paisaje costumbrista y el arte geométrico, entre otras referencias históricas. 
Desde 2008, su trabajo está enfocado en la tradición del arte argentino y latinoamericano replegado en los márgenes del relato moderno y en las traducciones excéntricas y desviadas del canon de las vanguardias.  

## Biografía

### Primeros años
Crece en el barrio de Nuñez, por aquel entonces, un barrio de inmigrantes trabajadores de la Ciudad de Buenos Aires, en la casa de su abuelo italiano, donde vive toda su familia. A los ocho años asiste al Taller de la Flor dirigido por Ana Szersovich.

A partir de los 11 años su familia empobrece y vive en diferentes localidades del Gran Buenos Aires. Por iniciativa de su madre asiste al Colegio Nacional San Isidro en donde conoce personas que ejercen una influencia enriquecedora y estimulante durante su adolescencia.

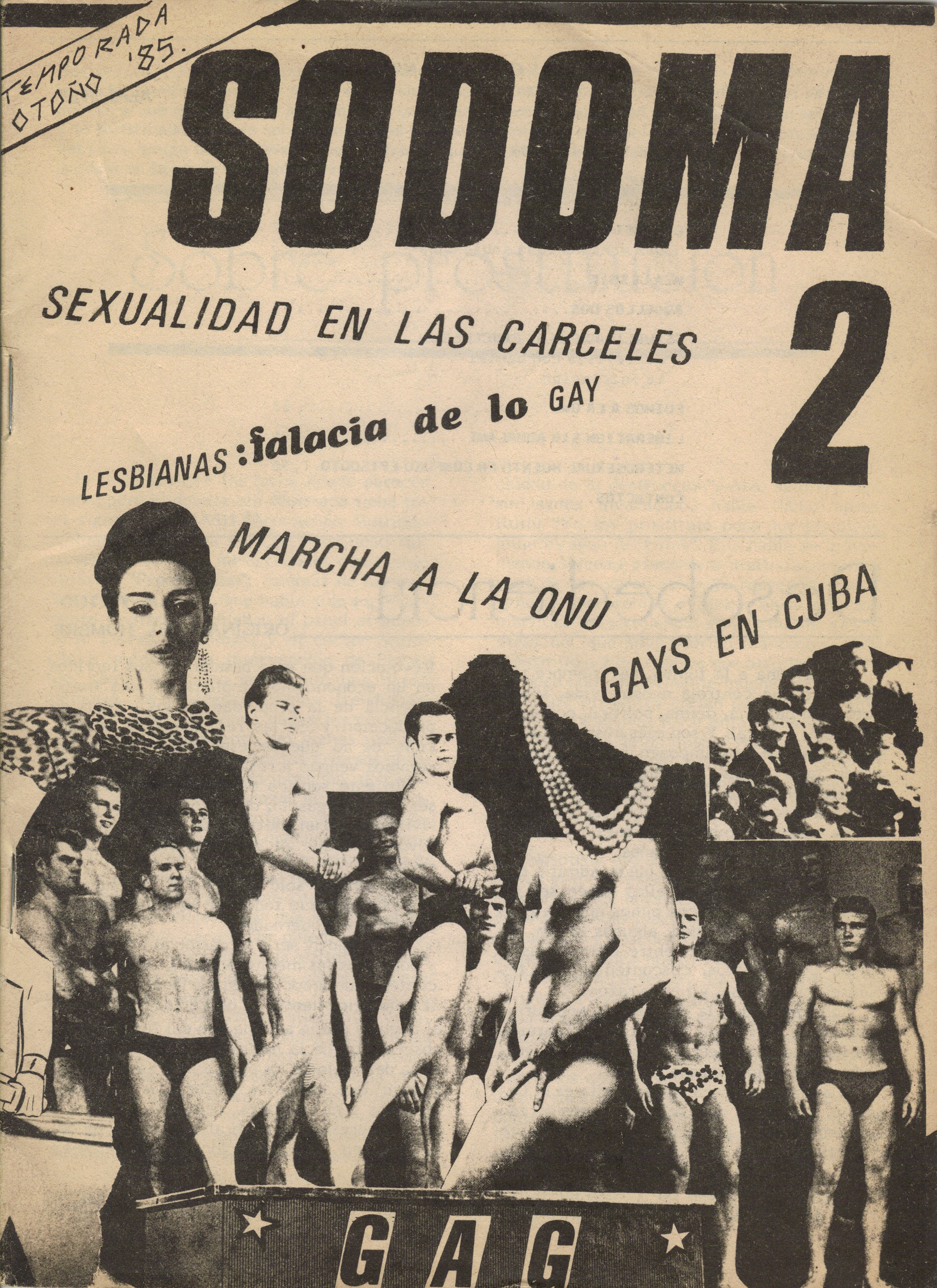
Portada de la revista "Sodoma 2", temporada otoño 1985, GAG (Grupo de Acción Gay).

En 1978, al terminar el secundario, comienza a trabajar como cadete en una agencia de publicidad, más tarde ingresa como aprendiz en una imprenta y con el tiempo llega a ser ayudante principal de máquinas offset, permaneciendo en este oficio durante los años siguientes.  

### La década de 1980
En 1982, al comenzar la Guerra de Malvinas durante la última dictadura militar en Argentina, Marcelo Pombo viaja a San Pablo, Brasil. Durante esta breve estadía realiza una serie de dibujos llena de alusiones a la contracultura gay, en donde se hace visible su admiración por Walt Disney, Max Fleischer y el cómic underground, desde Robert Crumb hasta Nazario.
De regreso a Buenos Aires, en 1983, retoma su trabajo en las imprentas y al mismo tiempo, inicia sus estudios en el Profesorado Nacional de Educación Especial. Ya graduado, comienza a trabajar como profesor en escuelas carenciadas del Gran Buenos Aires.   
En 1984 se inicia en el activismo del Grupo de Acción Gay (GAG), donde conoce a Jorge Gumier Maier –periodista cultural, artista y curador– y a Carlos R. Luis –militante de izquierda y profesor universitario–, dos amistades decisivas tanto para su carrera profesional como para su vida personal.
Su primera exposición individual tiene lugar en el Espacio Joven del Centro Cultural Recoleta en 1987, en donde exhibe la obra “Winco”. 
En 1989, expone en la Galería de Artes Visuales del Centro Cultural Rojas que incluye, entre otras, la obra Michael y yo. 

También realiza la primera de varias exposiciones que hará junto a Pablo Suárez y Miguel Harte, donde presenta, entre otras obras, Mantel.

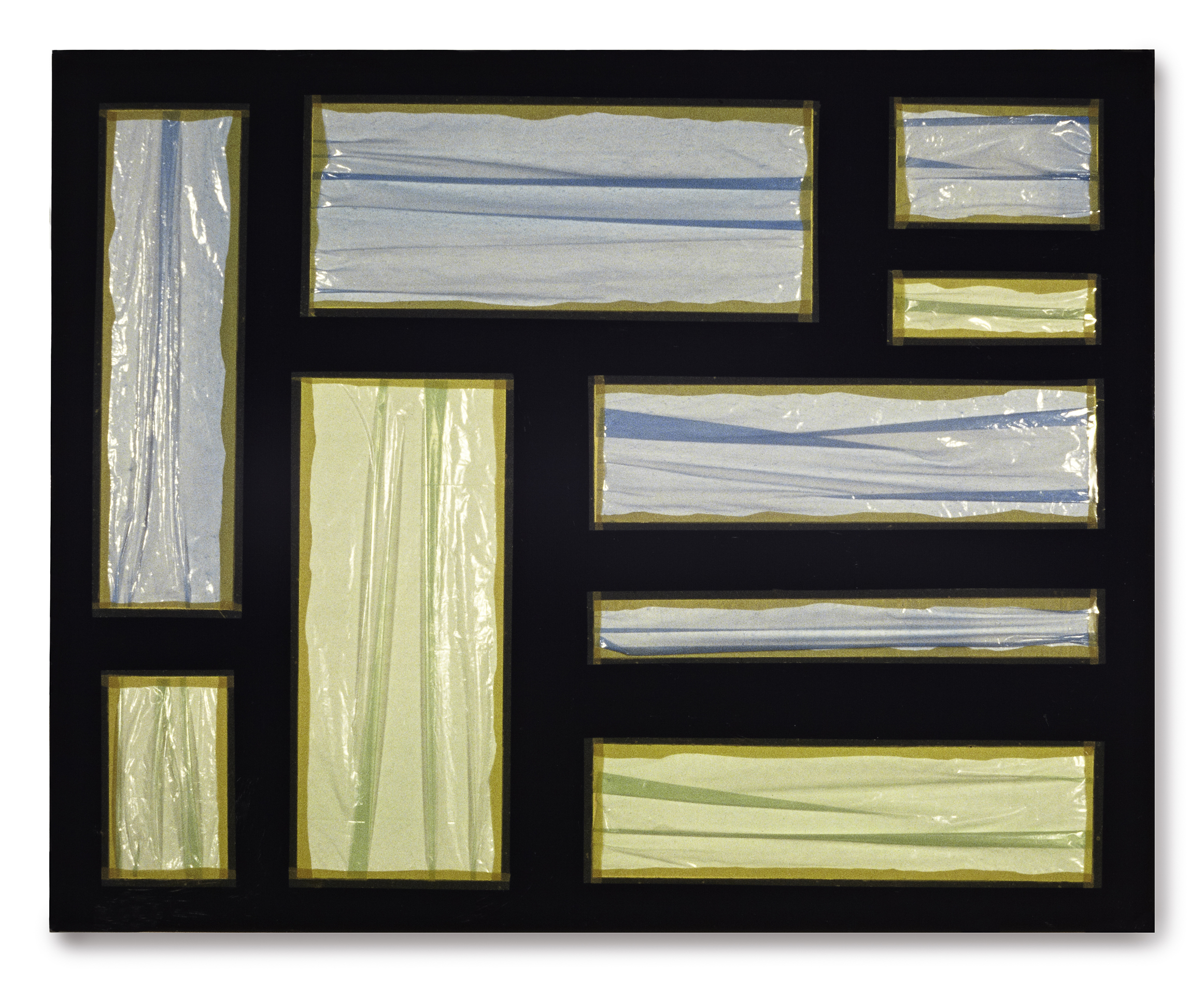
Vitreaux de San Francisco Solano (1991), Marcelo Pombo

### La década de 1990
En 1991 y 1992 realiza la Trilogía de San Francisco Solano, en alusión a la localidad bonaerense donde se encuentra la escuela especial en la que trabaja como docente. 

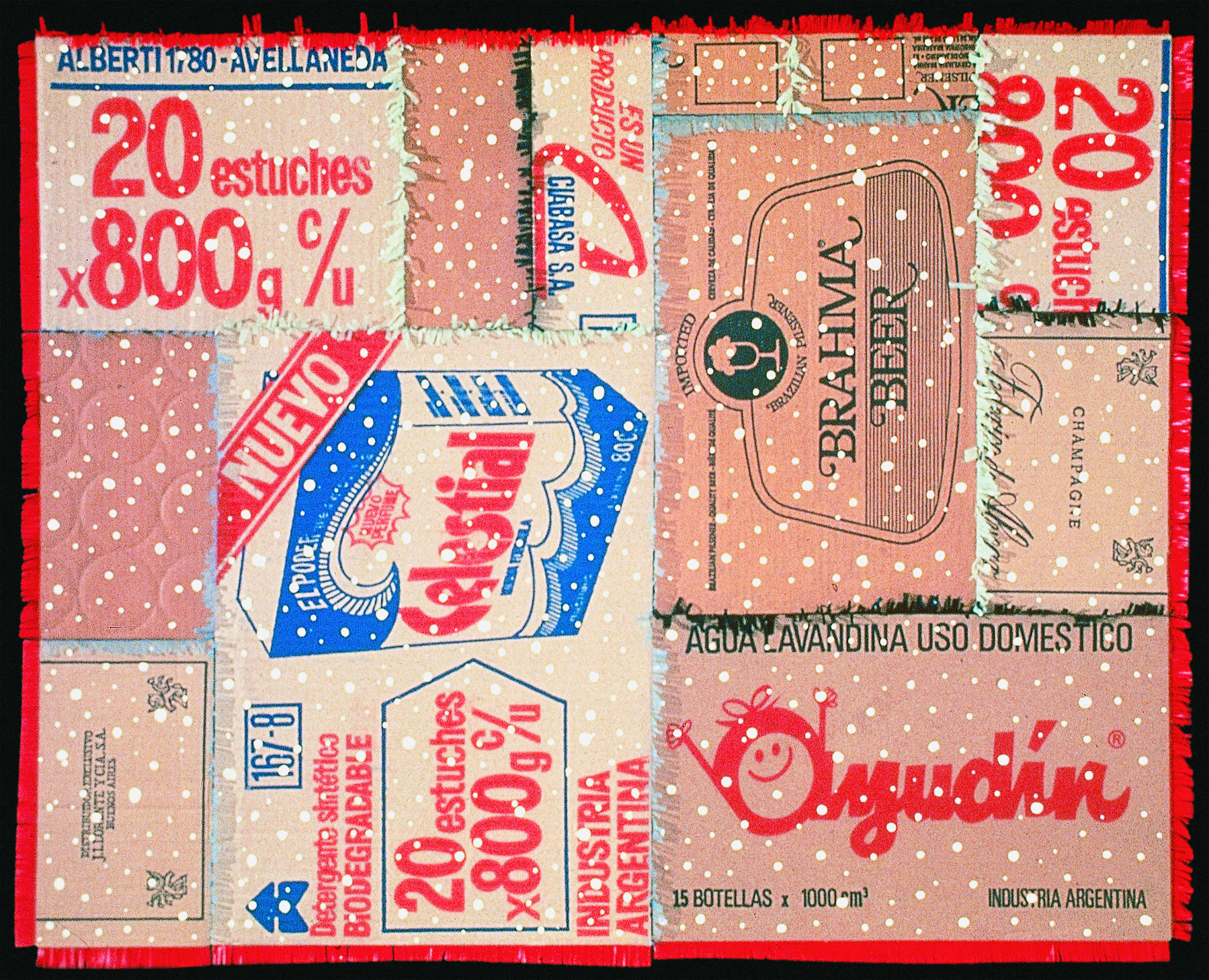
La Navidad de San Francisco Solano (1991), Marcelo Pombo

El historiador de arte y crítico del diario La Nación, Jorge López Anaya enuncia la idea de un “arte light” como sinónimo de una estética banal, superflua y desideologizada asociada a los artistas vinculados a la escena del Rojas.
En 1995 realiza la serie Dibujos de Puerto Madryn durante una estadía de tres meses en dicha ciudad.

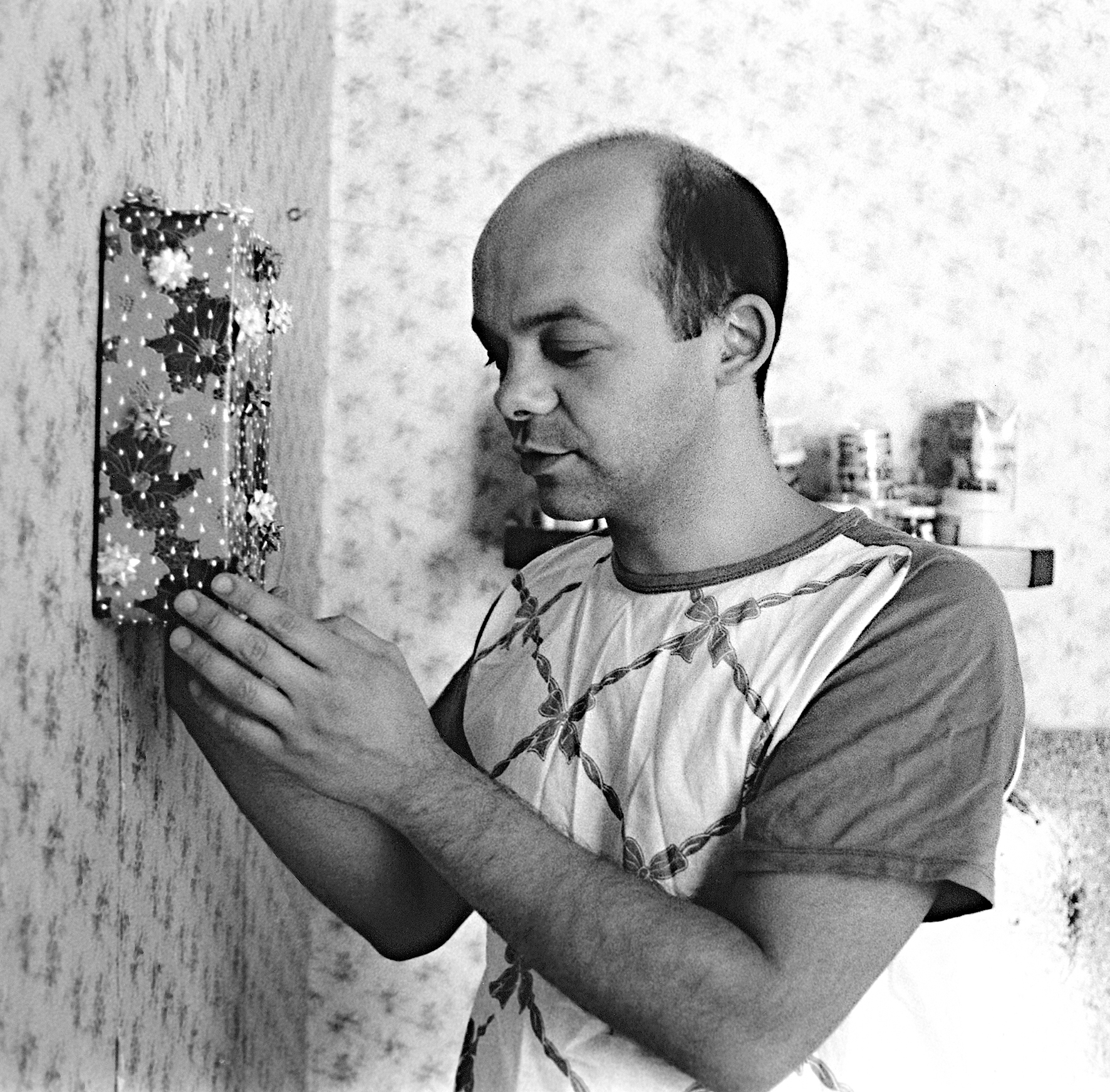
Marcelo Pombo, 1995. Foto: Gian Paolo Minelli.

### Años 2000

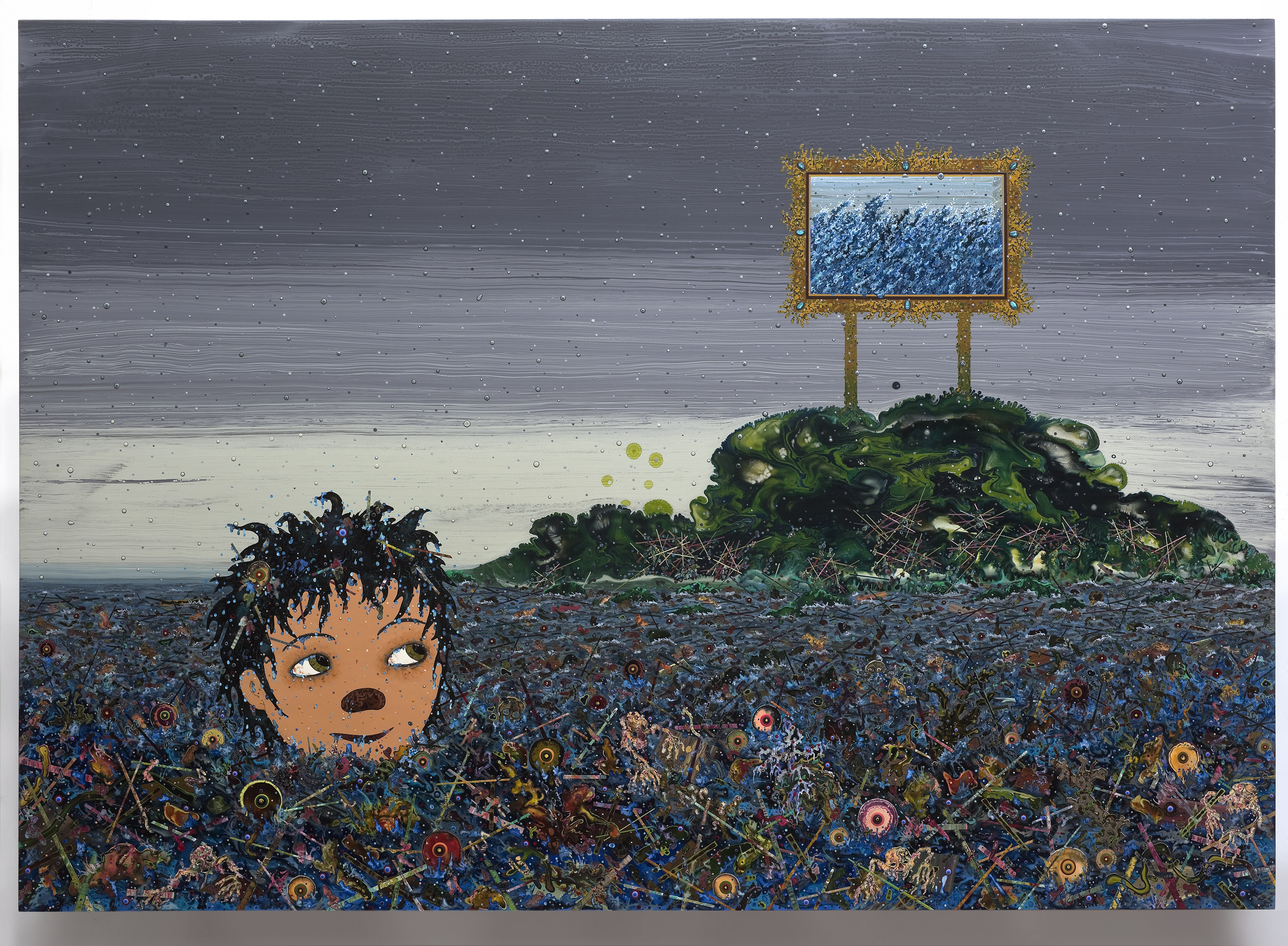
Otro mar (2010), Marcelo Pombo

Pombo realiza en el transcurso de esta década una exitosa serie de exposiciones en la costa oeste de Estados Unidos, donde obtiene la atención crítica de medios como Flash Art, New York Times, Los Angeles Timesy Frieze.
En 2006, realiza en Buenos Aires la exhibición “Ocho pinturas y un objeto”. Ese mismo año se publica el libro Pombo, con textos de Inés Katzenstein, Marcelo Pacheco y Amalia Sato, por la editorial Adriana Hidalgo.

### 2008 al presente

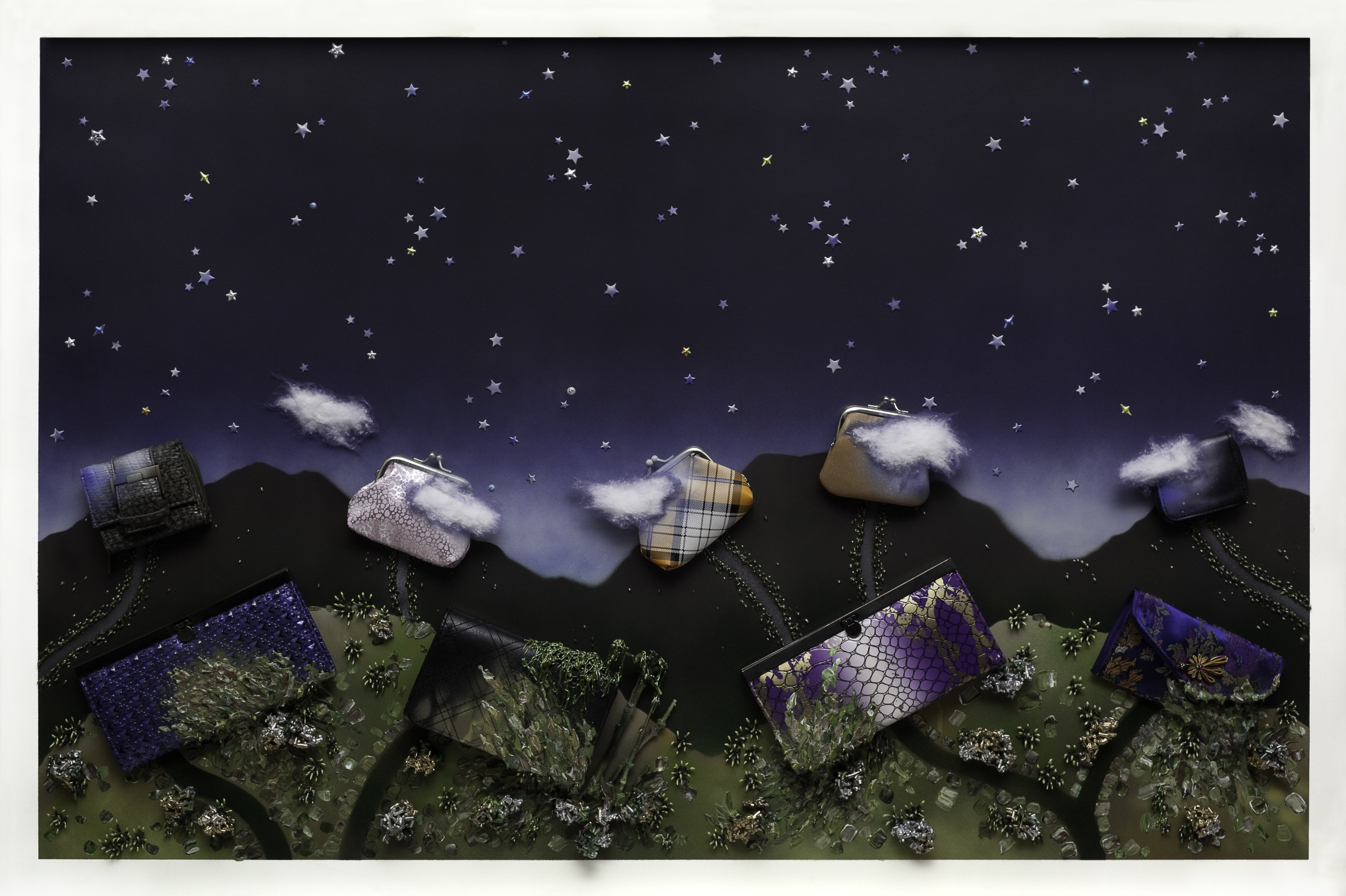
Noche estrellada con casas en las montañas (2012), Marcelo Pombo

En 2008, realiza la exhibición “Nuevos Artistas del Grupo Litoral” compuesta por obras del Grupo Litoral fundado en 1950, junto a obras propias y de otros artistas como Emilia Bertolé, Raquel Forner y Mariette Lydis en el Museo Castagnino + macro de Rosario.  
Desde el 2010 hasta años recientes lleva adelante cursos y talleres en el Programa de Artistas de la Universidad Torcuato Di Tella de Buenos Aires.
En 2011, participa en la exposición colectiva “Recovering Beauty: The 1990s in Buenos Aires” en el Blanton Museum of Art. Ésta es la primera exposición retrospectiva de artistas de la Galería del Rojas de los años 90. 
En 2012, crea el Museo Argentino de Arte Regional (MAAR), un museo virtual de imágenes encontradas en la Web y, en ocasiones, intervenidas digitalmente. 
Entre mayo y agosto de 2015, se lleva a cabo en Buenos Aires la exposición retrospectiva “Marcelo Pombo, un artista del pueblo”, curada por Inés Katzenstein en Colección de Arte Amalia Lacroze de Fortabat.
En 2021 crea el sitio web http://marcelopomboimagenesliberadas.com/ donde ofrece una amplia selección de sus dibujos realizados entre 1982 y 2000, bajo licencia Creative Commons.
El Ministerio de Cultura de Argentina le otorga en el 2022 el Premio Nacional a la Trayectoria Artística, en reconocimiento a su contribución al arte argentino y un conjunto de obras y documentos del artista pasan a formar parte de la colección del Museo Nacional de Bellas Artes (MNBA).